# 仰口鰏屬
仰口鰏屬（學名：Deveximentum）是蝴蝶魚目鰏科的一屬。

## 名称
本属一度以“ Gistel, 1848”为学名（Secutor在拉丁語意为“追隨者”）。然而，此名本為鲾屬（Equula）的次異名，其原模式種短棘鲾（ Forsskål, 1775 =  (Forsskål, 1775)）也是鲾屬的模式種，而且，有學者認為Secutor作為本屬替代名的理由不明確，應當重新啟用為首异名。
FishBase随后也更新了学名为Deveximentum。

## 形态
背鰭有硬棘8枚、軟條16-17枚，臀鰭硬棘3枚、軟條14枚。

## 分布
本属分布于印度洋到西太平洋沿岸一带，主要生存于热带的海水或半咸水区域，部分会在河海洄游且適應淡水，為底棲魚類，不同鱼种活動範圍水深3至150米不等。

## 分類
本屬包含8個已描述的物種：
- 羽田仰口鰏 Deveximentum hanedai (Mochizuki & Hayashi, 1989)
- 印度仰口鰏 Deveximentum indicium (Monkolprasit, 1973)
- 長吻仰口鰏 Deveximentum insidiator (Bloch, 1787)：又稱靜仰口鰏。
- 間斷仰口鰏 Deveximentum interruptum (Valenciennes, 1835)
- 斧形仰口鰏 Deveximentum mazavasaoka (Baldwin（英语：Carole Baldwin） & Sparks（德语：John S. Sparks）, 2011)
- 大鱗仰口鰏 Deveximentum megalolepis (Mochizuki & Hayashi, 1989)
- 阿曼灣仰口鰏 Deveximentum mekranense Alavi-Yeganeh, Khajavi & Kimura, 2021
- 仰口鰏 Deveximentum ruconius (Hamilton, 1822)：又稱鹿斑仰口鰏。